# Cariblatta insularis
Cariblatta insularis är en kackerlacksart som först beskrevs av Walker, F. 1868.  Cariblatta insularis ingår i släktet Cariblatta och familjen småkackerlackor.
Artens utbredningsområde är Jamaica. Inga underarter finns listade.